# Jamuna

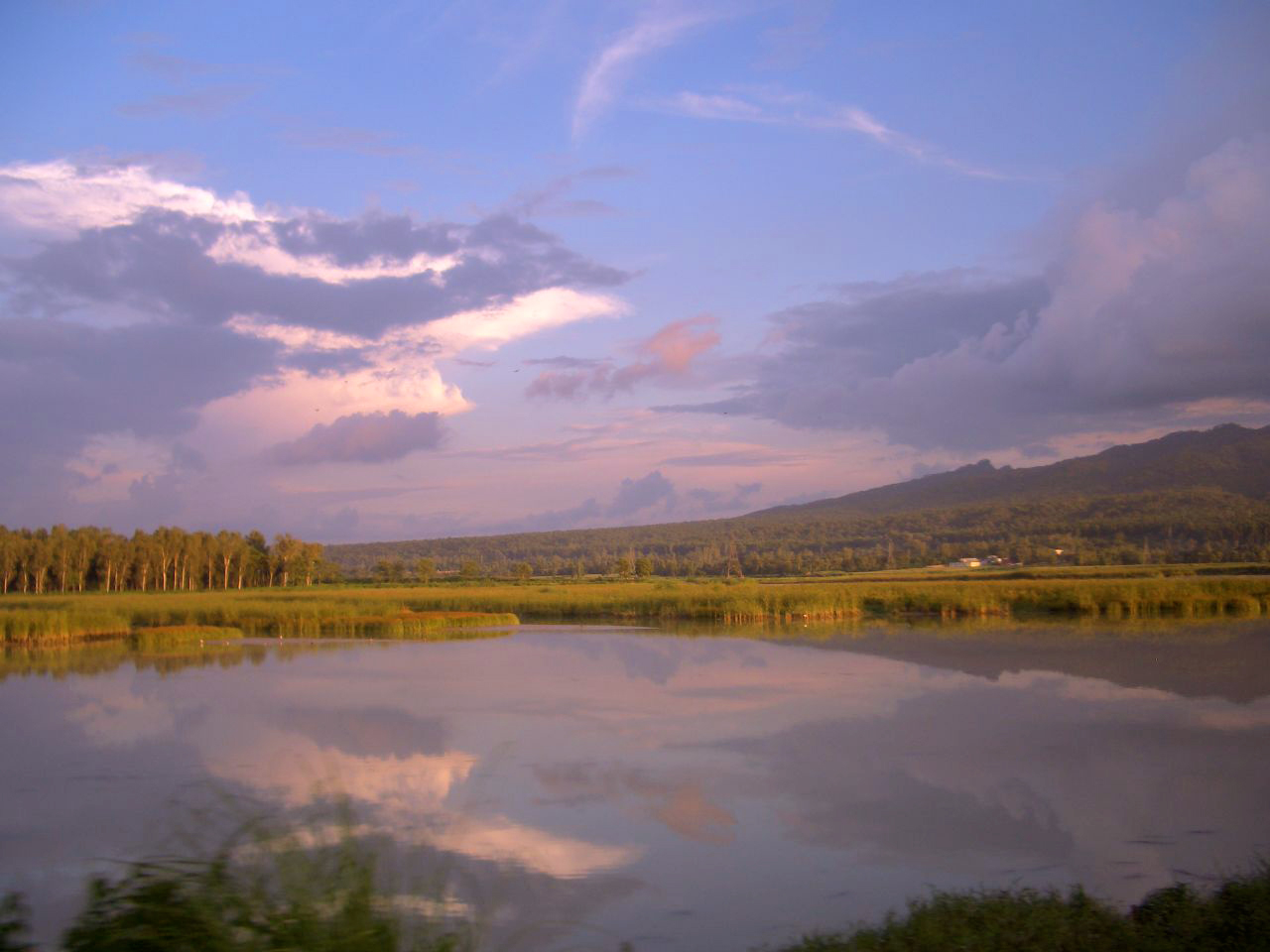
A Jamuna a Himalája közelében

Ez a szócikk a észak-indiai Jamuna-folyóról  szól. Nem tévesztendő össze a bangladesi Dzsamunával, más néven a Brahmaputrával .
A Jamuna (hindi यमुना,  angolos átírásban Yamuna) vagy ritkábban használatos megnevezéssel    Dzsamuna (hindi:जमुना,  urdu: جمنا) a  Gangesz legnagyobb mellékfolyója Észak-Indiában. A 3955 méter magasságban, a  Jamunotri-gleccserből ered, a 6387 m magas Kalang-csúcs délnyugati lejtőin a  Banderpúcs hegységben  az alsó-himalájai Uttarakhand tartományban. Teljes 1370 kilométeres hosszán vízgyűjtő területe 366 223 km², azaz a  Hindusztáni-alföld 40,2%-a. Uttar Pradesben,  Alláhábád alatt,  Triveni Szangamnál  egyesül a Gangesz-folyóval.

## Folyása
Számos államon halad keresztül, így Uttarakhand, Harijána, Uttar Prades, Himácsal Prades és Delhi államokon. Több mellékfolyó ömlik bele, a nagyobbak közül elsőként a Tonsz, a leghosszabb mellékfolyója, a legfontosabb a  Csambal, mely saját vízgyűjtő területtel rendelkezik, majd a Szindh, a Betva és a Ken. A Jamuna – Gangesz folyópár hozza létre azt  a különösen termékeny, hordalékos, Indo-Gangesz-medencét, azaz a Hindusztáni-alföldet,  amely közel 57 millió ember mezőgazdasági megélhetését biztosítja. Éves vízhozama mintegy 10 000 milliárd köbméter, ebből 4400 milliárdot használnak fel gazdasági célokra (az öntözés 96%-os felhasználást jelent), Delhi vízellátását 70 százalékban biztosítja. .
A folyó főbb szakaszai:
1. Himalájai szakasz: a forrástól a Tádzsevala-duzzasztógátig  (172 km)
2. Felső szakasz: a   Tádzsevala-duzzasztógáttól   a Vazirábádi duzzasztógátig   (224 km)
3. Delhi szakasz: a  vazirábádi duzzasztógáttól az Okhlai duzzasztógátig  (22 km)
4. Eutrofizációs szakasz: az  Okhlai duzzasztógáttól a Csambal  betorkollásáig  (490 km)
5. Hígulási szakasz: a  Csambal torkolattól  a  Gangeszig   (468 km)

A forrástól  délre kezdi futását,  mintegy 200 kilométeren keresztül, az alsó Himaláján, a Shivalik hegységrendszeren keresztül, morénákat, meredek sziklapadokat, teraszokat halmoz fel a magasan fekvő hegyi falvaknál. Ezek a geológiai képződmények megfigyelhetők a folyó alsóbb szakaszain is, különösen Naugoan közelében.   A korai vízgyűjtő területek  az összesen 2320 km²-en fekvő Himácsal Prades államban találhatók, az itt belétorkolló   Tonsz-folyóval, amely a Jamuna addig legnagyobb és leghosszabb mellékfolyója. A Tonsz  a Hári-ki-dun-völgyön halad keresztül, és vízgyűjtő területe több, mint magának a főfolyamnak, amellyel  Kalszinál  egyesül Dehradún közelében. A folyó teljes vízelvezető rendszere végighúzódik Giri-Szutledzs mentén Himácsalban, érinti Jamuna-Bhilangnát Garhválban, beleértve a Simála  déli gerincén összegyűjtött vizeket is. A Kalanag-csúcs (6387 m) a legmagasabb pont az egész Jamuna-medencében.
A Jamuna egyéb mellékfolyói a régióban a Giri, Risi Ganga, Kunta, Hanumán-Gangesz és a Bata. Ezt követően a folyó leszáll a síkságra a Dún-völgyben, Dak Patharnál Dehradúntól mintegy 28 kilométerre. Itt egy duzzasztógáttal a víz átirányításra kerül abba a csatornarendszerbe, amely a vízmennyiséget biztosítja az Asszan-duzzasztómű részére, amely ott épült, ahol a  Jamunával az Asszan-folyó egyesül.  A duzzasztómű és környéke híres madárrezervátumnak ad otthont.
A szikh zarándokváros, Paonta Száhib után eléri a Jamuna Nagar körzetben fekvő Tádzsevalát Harijánában, ahol 1873-ban gát épült. Itt két fontos csatorna ömlik bele: a nyugati- és keleti Jamuna-csatorna, amelyek átfolynak Harijána és Uttar Prades államokon. A nyugati csatorna áthalad Jamuna Nagaron és Karnalon majd Pánipat előtt eléri Hajderpurt, amely már a delhi vízellátási rendszer része. A vazirábádi vízlépcsőt (amelyet Delhi vízellátásának biztosítására hoztak létre)  követően a folyó áramlása, főleg a száraz évszakban,  nagymértékben lecsökken, mivel   a rendelkezésre álló vízhozam nem elegendő a nagyváros vízigényének kielégítésére.
Delhit követően újabb történelmi városokkal  találkozik,  Mathurával, majd   Agrával, ahol a Vörös Erőd és a Tádzs Mahal található.  Alláhábád alatt, Triveri Szangamnál ömlik a  Gangeszbe, ahová 12 évenként zarándokok milliói  utaznak  hajóval a  két folyó találkozásánál emelt kegyhelyre, hogy ott ajánlják fel imáikat az istenek részére. Ez az ünnepség a Kumbh mela.

## Vízminőség
A Jamuna vize meglehetősen jó minőségű a himalájai Jamunotri-gleccsertől a delhi Vazirábádig, mintegy 375 km-en keresztül, ahol azonban már a vazirábádi és az okhlai vízlépcső között belé ömlő 15 nagy vízhozamú szennyvízcsatorna miatt erősen szennyeződik.  Bár a vízlépcsők valamelyest segítenek a szennyeződések eltávolításában, Delhi rendkívüli mértékben lerontja a víz minőségét. Egy hivatalos jelentés szerint a folyó innentől már szennyvízelvezetőként funkcionál.  Biokémiai oxigénigénye (BOI) 14–28 mg/l-re terjed, és kólibaktériumokkal való szennyezettsége rendkívül magas. Három fő szennyezőforrás hat a folyó vízminőségére: 
- a háztartások és kommunális lerakók;
- a mezőgazdasággal összefüggő tevékenységek, például az  erdőirtás miatt bekövetkező  talajerózió, amikor termőterületet hoznak létre a mezőgazdaság számára, illetve a felhasznált műtrágyák, gyomirtó és növényvédő szerek alkalmazása, amikor a vegyszerek belemosódnak a folyóba;
- a kereskedelmi és ipari tevékenységek szennyvize.[2][3]

## Történelmi és vallási jelentősége

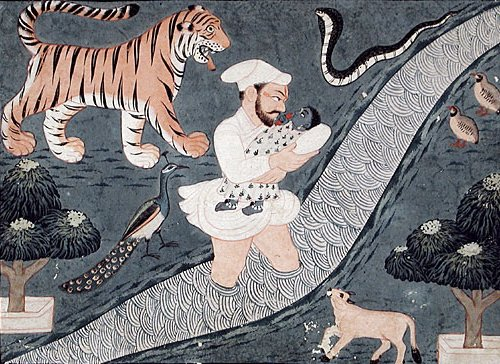
Vasudéva átviszi a gyermek Krisnát a megáradt Jamuna folyón

A szanszkrit nyelvben szó szerint „Iker” néven is említik, mivel párhuzamosan fut a  Gangesszel. A Rigvédában is így említik az időszámításunk előtti 2. évezredben, a védikus időszakban, de később is feltűnik ezen a néven az Atharvavédában és a Brahmanákban is, köztük az Aitareja Brahmanában és a Satapatha Brahmanában.  Jamuna alakja és története úgy szerepel a Rigvédában,  hogy Szúrja lánya, Jamuna  túlzott szerelembe esett testvérével, Jamával, aki megkérte őt, találjon magához illő párt. Jamuna meg is találta az őt megillető társat Krisnában. A történet további részleteit a 16. századi szanszkrit himnusz, a Jamunastakam tartalmazza.  A himnusz dicséri Jamunát, hiszen ő a forrása minden lelki képességnek, míg a Gangeszt tekintik az aszkézis megtestesítőjének és a magasabb tudás birtokosának, amely lehetővé teszi a moksát, vagyis megszabadulást. Jamuna, aki a végtelen szeretet és az együttérzés hordozója, adja meg végül a hívő számára a szabadságot a halálon keresztül, amely valójában  Jama, a bátyja birodalma.
A szeleukida térképész, Nicator felméréseiben a Hindusztáni-alföld már úgy szerepel, mint jó termőföld. Nagy Sándor egyik hivatalnoka, Diadochi is ellátogatott Indiába i.e. 305-ben, később,  i.e. 288-ban,  Csandragupta halála körüli időpontban  Megaszthenész, egy görög utazó és földrajztudós  leírást adott a folyóról.  Indica c. írásában ismertette a régiót, elnevezése szerint Szuraszena földjét. A Mahábháratában Indraprastha, a pandavák fővárosa is a Jamuna partján feküdt, sokan úgy vélik, hogy a mai Delhi helyén.
Nincs bizonyíték arra, hogy  az ősi múltban a Jamuna mellékfolyója lett volna  a Ghaggar-folyó, más néven a védikus Szaraszvati-folyó, és azok a folyók sem, amelyeket összefoglaló néven Szapta Szindhunak, vagy „hét folyam”-nak ismertek. Jelenleg úgy vélik, hogy a Szaraszvati kiszáradt.
A Gangesz-Jamuna vízgyűjtő területe gazdag hatalmi székhelyeknek adott otthont már a korai időktől fogva. Itt hoztak létre virágzó gazdaságot a Csalukja és Vinajaditja királyok, majd a Magadha (kb. i.e. 600), a  Maurja Birodalom (i.e. 321-185), a Szunga Birodalom (i.e. 185-73), a Kusán Birodalom (1.-3. század) és a  Gupta Birodalom (280-550). Sok uralkodónak volt itt fővárosa, például Pataliputrában vagy Mathurában.
Csakúgy, mint a Gangeszt, a Jamunát is kiemelten tisztelik és imádják a hindu vallásban,  a folyó teljes szakaszán Jamuna istennőt látják benne.  A hindu mitológiában ő a lánya Szúrjának, a   Napistennek, és húga Jamának, a halál istenének, ezért Jaminak is nevezik. A legenda szerint a szent vizekben való megmártózás megszabadítja az embereket a halál gyötrelmeitől, ezért ugyanolyan kívánatos a rituális fürdés a Jamunában, mint a Gangeszben.
A Jamuna-folyó szorosan kapcsolódik Krisna életéhez is. Krisna megszentelte a folyót már reinkarnációjának kezdetétől. A legenda szerint csecsemőkorában apja, Vasudéva átvitte őt a folyón, amely hirtelen  megáradt. Ahogy a víz a gyermek lábát elérte, azonnal visszahúzódott.
A folyó forrásánál, a  gleccservölgyben, hőforrások mellett fekvő Jamunotri-templom, amelyet az istennőnek emeltek a 19. század végén,  egyike a hinduizmus legszentebb kegyhelyeinek, egyúttal része a Csota Cshár Dhám  zarándokkörnek is. Szorosan kapcsolódik a templomhoz az a 13 kilométer hosszú vándorút, amely a folyó jobb partján haladva éri el Markendeja Tirthát, amelyről a Markandeja eposz szól a Markandeja Puránában.